# Discografia de Tinashe
A discografia da cantora e compositora americana Tinashe consiste em seis álbuns de estúdio, e quatro mixtapes, e um EP.
O álbum de estreia de Tinashe, Aquarius, foi lançado em 3 de outubro de 2014. Ele estreou no top 20 da Billboard 200 e alcançou o pico entre os dez primeiros nas paradas de álbuns urbanos dos EUA, Reino Unido e Austrália. Aquarius teve três singles. O primeiro single do álbum foi intitulado "2 On" e contou com a participação do rapper ScHoolboy Q. "2 On" alcançou a posição 24 na Billboard Hot 100 e também alcançou o top 30 na Austrália e entrou nas paradas do Canadá, França e Reino Unido. "2 On" foi posteriormente certificado como platina nos EUA pela RIAA e na Austrália pela ARIA. O segundo single de Aquarius foi intitulado "Pretend", que contou com a participação do rapper ASAP Rocky. "Pretend" não conseguiu entrar na Billboard Hot 100, mas apareceu na posição 36 na UK R&B Singles Chart. O terceiro single do álbum de estreia de Tinashe foi "All Hands on Deck", que contou com a participação da rapper australiana Iggy Azalea em uma versão remix da música. 
Em setembro de 2015, Tinashe anunciou o título provisório de seu segundo álbum, Joyride. Após atrasos no lançamento do álbum, Tinashe lançou o álbum digital Nightride em 2016. Em 18 de janeiro de 2018, Tinashe lançou o single principal de Joyride, intitulado "No Drama" com Offset. Mais dois singles, "Faded Love" com Future e "Me So Bad" com Ty Dolla Sign e French Montana precederam o álbum. Joyride foi lançado em 13 de abril de 2018. Em 21 de novembro de 2019, Songs for You foi lançado como o primeiro álbum independente de Tinashe e o quarto álbum geral. O quinto álbum de estúdio de Tinashe, 333, foi lançado em 6 de agosto de 2021. O álbum foi precedido pelos singles "Pasadena" com participação de Buddy e "Bouncin". E em 8 de setembro de 2023 seu sexto álbum de estúdio foi lançado, intitulado BB/Ang3l.

## Álbuns de estúdio
| Título        | Detalhes | Melhores posições atingidas | Melhores posições atingidas | Melhores posições atingidas | Melhores posições atingidas | Melhores posições atingidas | Melhores posições atingidas | Melhores posições atingidas | Vendas      |
| Título        | Detalhes | AUS                         | AUS Urb.                    | EUA                         | EUA R&B/ HH                 | FRA                         | RU                          | RU R&B                      | Vendas      |
| ------------- | --- | --------------------------- | --------------------------- | --------------------------- | --------------------------- | --------------------------- | --------------------------- | --------------------------- | ----------- |
| Aquarius      | - Lançamento: 7 de outubro de 2014 - Gravadora: RCA - Formatos: CD e download digital                           | 57                          | 5                           | 17                          | 3                           | 167                         | 78                          | 7                           | EUA: 70,000 |
| Nightride     | - Lançamento: 4 de novembro de 2016 - Gravadora: RCA - Formatos: download digital                               | —                           | 12                          | 89                          | 8                           | —                           | —                           | 16                          |             |
| Joyride       | - Lançamento: 13 de abril de 2018 - Gravadora: RCA - Formatos: CD, LP e download digital                        | 76                          | 21                          | 58                          | 8                           | 161                         | 78                          | 6                           |             |
| Songs for You | - Lançamento: 21 de novembro de 2019 - Gravadora: Independente - Formatos: CD, LP, download digital e streaming | —                           | —                           | 147                         | 20                          | —                           | —                           | —                           | EUA: 100,00 |
| 333           | - Lançamento: 6 de agosto de 2021 - Gravadora: Independente - Formatos: download digital e streaming            | —                           | —                           | 175                         | 20                          | —                           | —                           | —                           |             |
| BB/Ang3l      | - Lançamento: 8 de setembro de 2023 - Gravadora: Independente - Formatos: download digital e streaming          | —                           | —                           | —                           | —                           | —                           | —                           | —                           |             |
| Quantum Baby  | - Lançamento: 16 de agosto de 2024 - Gravadora: Independente - Formatos: download digital e streaming           | —                           | —                           | —                           | —                           | —                           | —                           | —                           |             |

| "—" indica uma obra que não entrou na tabela musical correspondente. |

## EP's
| Título            | Detalhes                                                                                               |
| ----------------- | --- |
| Comfort & Joy     | - Lançamento: 25 de novembro de 2020 - Gravadora: Independente - Formato: digital download e streaming |
| Match My Freak EP | - Lançamento: 18 de junho de 2024 - Gravadora: Independente - Formato: digital download e streaming    |

## Mixtapes
| Título         | Detalhes                                                          |
| -------------- | ----------------------------------------------------------------- |
| In Case We Die | - Lançamento: 1 de fevereiro de 2012 - Formatos: Download digital |
| Reverie        | - Lançamento: 6 de setembro de 2012 - Formatos: Download digital  |
| Black Water    | - Lançamento: 26 de novembro de 2013 - Formatos: Download digital |
| Amethyst       | - Lançamento: 16 de março de 2015 - Formatos: Download digital    |

## Singles

### Como artista principal
| Ano                                                                      | Título                                        | Melhores posições atingidas | Melhores posições atingidas | Melhores posições atingidas | Melhores posições atingidas | Melhores posições atingidas | Melhores posições atingidas | Melhores posições atingidas | Melhores posições atingidas | Melhores posições atingidas | Melhores posições atingidas | Vendas                                                 | Álbum     |
| Ano                                                                      | Título                                        | AUS                         | BEL                         | CAN                         | EUA                         | EUA POP                     | EUA R&B/ HH                 | FRA                         | NZ                          | RU                          | RU R&B                      | Vendas                                                 | Álbum     |
| ------------------------------------------------------------------------ | --------------------------------------------- | --------------------------- | --------------------------- | --------------------------- | --------------------------- | --------------------------- | --------------------------- | --------------------------- | --------------------------- | --------------------------- | --------------------------- | ------------------------------------------------------ | --------- |
| 2014                                                                     | "2 On" (com ScHoolboy Q)                      | 29                          | —                           | 74                          | 24                          | 22                          | 5                           | 180                         | —                           | 127                         | 19                          | - RIAA: Platinum - ARIA: Gold - BPI: Silver - MC: Gold | Aquarius  |
| 2014                                                                     | "Pretend" (com A$AP Rocky)                    | —                           | —                           | 34                          | —                           | —                           | —                           | —                           | —                           | —                           | 36                          |                                                        | Aquarius  |
| 2015                                                                     | "All Hands on Deck" (solo ou com Iggy Azalea) | —                           | —                           | 33                          | 45                          | —                           | —                           | —                           | —                           | 156                         | 34                          |                                                        | Aquarius  |
| 2015                                                                     | "Player" (com Chris Brown)                    | —                           | 34                          | 39                          | 90                          | —                           | —                           | —                           | —                           | 85                          | 14                          |                                                        | Sem álbum |
| 2016                                                                     | "Superlove"                                   | —                           | —                           | —                           | —                           | —                           | —                           | —                           | —                           | —                           | —                           |                                                        | Sem álbum |
| 2016                                                                     | "Company"                                     | —                           | —                           | —                           | —                           | —                           | —                           | —                           | —                           | —                           | —                           |                                                        | Nightride |
| 2017                                                                     | "Flame"                                       | —                           | —                           | —                           | —                           | —                           | —                           | —                           | —                           | —                           | —                           |                                                        | Sem álbum |
| "—" indica uma obra sem posição atingida ou que não foi lançada no país. |                                               |                             |                             |                             |                             |                             |                             |                             |                             |                             |                             |                                                        |           |

## Créditos de composições
| Ano                  | Título              | Artista       | Álbum             | Ref.   |
| -------------------- | ------------------- | ------------- | ----------------- | ------ |
| 2014                 | "Collide"           | Justine Skye  | N/A               |        |
| 2015                 | "Waiting to Ignite" | Goldroom      | N/A               | [ 25 ] |
| 2015                 | "All the Way Down"  | Kelela        | Hallucinogen (EP) | [ 26 ] |
| 2016                 | "That's My Girl"    | Fifth Harmony | 7/27              | [ 27 ] |
| 2016                 | "The Life"          | Fifth Harmony | 7/27              | [ 27 ] |
| 2016                 | "Scared of Happy"   | Fifth Harmony | 7/27              | [ 27 ] |
| 2016                 | "We Could Be More"  | Star Slinger  | We Could Be More  | [ 28 ] |
| "N/A" não aplicável. |                     |               |                   |        |